# Клятва вірності (роман)
«Клятва вірності» (англ. Oath of Fealty) — науково-фантастичний роман Ларрі Нівена та Джеррі Пурнелла, що вийшов 1981 року у видавництві Phantasia Press. Потім передруковувався видавництвом Timescape Books, після чого неодноразово перевидавався. В найближчому майбутньому автор передбачає появу аркології, великої населеної структури під назвою Тодос Сантос, яка підніметься над розбитим злочинністю Лос-Анджелесом (штат Каліфорнія), проте він матиме мініманільні спільні риси з містом. Роман популяризує фразу «мислити про це як про еволюцію в дії», яка простежується в інших книгах Нівена. Роман передбачав будівництво Лос-Анджелеського метро. «Клятва вірності» була включена в книгу Девіда Прінгла «Наукова фантастика: 100 найкращих романів».

## Сюжет
В недалекому майбутньому, бунт призводить до знищення району поблизу Лос-Анджелеса. Місто продає права на будівництво приватній компанії, яка потім будує аркологію, на ім'я Тодос Сантос. Вищий рівень життя мешканців Тодос Сантоса викликає обурення серед анджелесців. Мешканці аркології виробили іншу культуру, жертвуючи приватним життям — навіть у приватних квартирах є камери (контролюються не регулярно) — в обмін на безпеку. Мешканці залякано-лояльні до аркології та її керівництво, а вірність працює обома шляхами. На сторінках роману Тодос Сантос порівнюється з феодальним суспільством, причому вірність та зобов'язання виконуються обома сторонами, звідси походить і назва роману. Життям в аркології керує вдосконалена комп'ютерна система MILLIE, а деякі керівники вищого рівня мають прямий зв'язок з MILLIE через біоелектронні імплантати в своєму мозку. Інші працівники аркології працюють за допомогою телеприсутності, включаючи одну жінку, яка віддалено експлуатує будівельну техніку на місячній базі.
Тодос Сантос викликає обурення серед анджелесців, проте він покращив і їхнє життя. Компанія, яка володіє аркологією, доставляє айсберги, вирішуючи дефіцит води для всіх південних каліфорнійців. Тодос Сантос викопав метро в Лос-Анджелесі за допомогою копальної машини, в якій використовується оксидогенний факел. Тодос Сантос знаходиться в центрі системи метро і містить величезний торговий центр, який може відвідати анджелесці. Цей полегшений доступ змушує міські чиновники Лос-Анджелесу скаржитися на скуповування доларів та податкові надходження, які виходять за межі міста.
На початку роман, троє молодих анджелівців проникають на територію обслуговування Тодос Сантос. Коли чужинців виявляють охоронні системи та їх персонал Тодос Сантос, вони розглядаються як терористи, у тому числі й за підробку правильних електронних кодів доступу. Коли несмертельні засоби зупинки цих трьох не дають позитивного ефекту, заступник керівника Престон Сандерс наказує випустити смертоносний газ, а не ризикувати вибухом бомби. Двох зловмисників вбито. Вони виявляються юнаками, з високотехнологічним обладнанням та коробками з коробками, які схожі до тих, які використовуються для бомб, але без жодного по-справжньому шкідливого для аркології пристрою. Незабаром виявляється, що мешканці акрології були обдурені «Друзями людини і Землі» (FROMATE), антитехнологічними зухвальцями, які хочуть побачити Тодос Сантос знищеним або покинутим, як засіб змусити їх вимкнути смертельну оборону для пізнішого справжнього нападу.
Смерть двох молодих людей спричиняє політичні проблеми. Сандерса звинувачують у вбивстві. Хоча керівник аркології Арт Боннер досить готовий протистояти міській владі, Сандерс бере вину на себе. Аркологія змушена вимкнути свою смертельну оборону, як і планували FROMATE. Незабаром після цього вони стикаються з повноцінною атакою FROMATE, яку вони стримують не летальним шляхом, допоки зловмисники не доводять, що вони мають смертельну зброю, і тоді безпека Тодоса Сантоса реагує по-справжньому, стріляючи й вбиваючи більшість зловмисників. Поки міська влада все ще реагує на це, аркологія допомагає здійснити втечу з тюремного ув'язнення, ідея головного інженера (та генія-мешканця) Тоні Ренда. За допомогою спеціальної машини, яку "святі" використовували для будівництва Метрополітену Лос-Анджелеса, створюють спеціальний тунель та випускають снодійний газ у в'язницю, при цьому звільняють Сандерса.
Влада Лос-Анджелесу невдовзі помститься арештами й ордерами на обшук, проте міська влада зазнає поразки через велику аркологію та здатність керівників Тодос Сантоса, які частково допомагають прямими зв’язками з MILLIE, заховати Ренда та Сандерса.Тодос Сантос демонструє, що може заподіяти Лос-Анджелесу неприємності, наприклад, забруднення водопостачання міста солоною водою та зупинкою роботи операторів телеприсутності. Зрештою, сторони укладають перемир'я: Ренд та Сандерс назавжди покинуть країну, відносини між Лос-Анджелесом й Тодос Сантос відновлюються. Насправді Тодос Сантос виграв хоча б відновленням статус-кво.
Важлива цитата: «Подумайте про це як про еволюцію в дії» (Тоні Ренд).

## Відгуки
Критик Девід Прінгл заніс роман до переліку «100 найкращих науково-фантастичних романів 1949-1984 років». Неодноразово був номінований на премію «Прометей» в номінації «найкращий класичний роман у галузі лібертаріанської наукової фантастики».